# Cornops paraguayense
Cornops paraguayense är en insektsart som först beskrevs av Bruner, L. 1906.  Cornops paraguayense ingår i släktet Cornops och familjen gräshoppor. Inga underarter finns listade i Catalogue of Life.